# 毛蕊裂瓜
毛蕊裂瓜（学名：Schizopepon dioicus var. trichogynus）为葫芦科裂瓜属下的一个变种。

## 扩展阅读
- 維基物種上的相關：毛蕊裂瓜